# Отроженский
Отроженский — упразднённый рабочий посёлок находившийся в подчинении Воронежского горсовета Воронежской области России. В 1939 году включён в состав города Воронеж и исключён из учётных данных. Ныне микрорайон Отрожка в Железнодорожном районе города Воронеж.

## Название
При образовании рабочего посёлка ему было присвоено название Отроженский. Однако в отдельных источниках встречаются и иные его названия: Поселковая Отрожка, Привокзальная Отрожка и пр.

## История
В 1869 году к северо-востоку от Воронежа возникла узловая железнодорожная станция Раздельная, которая в 1904 году по близлежащему селу Отрожки была переименована в Отрожку. Рядом со станцией возник посёлок рабочих и мастеров. В 1912 году при станции открылись железнодорожные мастерские (с 1931 года вагоноремонтный завод имени Тельмана, ныне Воронежский вагоноремонтный завод), рабочие которого активно участвовали в революционных событиях 1917 года.
Постановлением СНК от 26 марта 1928 года посёлок при станции Отрожка Юго-Восточных железных дорог, преобразован в рабочий посёлок, присвоив ему наименование «Отроженский». До 1930-х годов являлся центром Отроженского поссовета Новоусманского района.
Постановлением облсовета от 4.12.1938 года село Отрожка включено в состав рабочего посёлка Отроженский.
Указом от 27 августа 1939 года рабочий посёлок Отроженский включен в состав города Воронеж, как Железнодорожный район города.

## Население
| 1900 | 1920  | 1932  | 1939    |
| ---- | ----- | ----- | ------- |
| 133  | ↗1490 | ↘1171 | ↗16 623 |